# Tricyphona (Tricyphona) frigida
Tricyphona (Tricyphona) frigida is een tweevleugelige uit de familie Pediciidae. De soort komt voor in het Nearctisch gebied.